# Więzozrost piszczelowo-strzałkowy
Więzozrost piszczelowo-strzałkowy (łac. syndesmosis tibiofibularis), alternatywnie staw piszczelowo-strzałkowy (łac. articulatio tibiofibularis) – w anatomii człowieka, dolna część ścisłego, ale sprężystego, połączenia kości piszczelowej i strzałki. Na połączenie kości goleni składa się ponadto część górna – staw piszczelowo-strzałkowy oraz w części środkowej – błona międzykostna goleni.
Więzozrost łączy wcięcie strzałkowe dolnego końca kości piszczelowej z powierzchnią przyśrodkową dolnego końca strzałki. Powierzchnie kostne stykają się bezpośrednio blaszkami okostnej, niekiedy tylko w części przedniej powleczone są chrząstką szklistą. Między powierzchnie kostne wpukla się maziowa wypustka jamy stawu skokowego górnego. Torebki stawowej brak, od przodu i od tyłu więzozrost obejmowany jest przez silne pasma tkanki włóknistej. Odpowiednio są to: więzadło piszczelowo-strzałkowe przednie i więzadło piszczelowo-strzałkowe tylne (inaczej więzadło kostki bocznej). Więzadła piszczelowo-strzałkowe biegną skośnie ku dołowi i ku bokowi kończąc się na, odpowiednio, przedniej lub tylnej powierzchni kostki bocznej.
Przy zgięciu grzbietowym stopy więzozrost umożliwia nieznaczne odchylenie boczne obu kostek. Sprężystość połączenia między kośćmi goleni stanowić ma zabezpieczenie przed złamaniami strzałki.